# Bart Braverman
Pour les articles homonymes, voir Braverman.
Bart Braverman est un acteur américain né le 1er février 1946 à Los Angeles en Californie.

## Filmographie

### Cinéma
- 1955 : Cellule 2455, couloir de la mort : Whit
- 1956 : Marqué par la haine : un garçon
- 1957 : Cette nuit ou jamais : un écolier
- 1957 : À des millions de kilomètres de la Terre : Pepe Garcias
- 1958 : Voice in the Mirror : Gene Devlin
- 1960 : La Mafia : Nicolo Saulino
- 1976 : Dynamite Girls : Freddie
- 1980 : L'Incroyable Alligator : Kemp
- 1982 : Délit de fuite : Jerry Ramundi
- 1982 : The Tragedy of King Lear : le duc de Bourgogne
- 1985 : First Strike
- 1986 : Scorpion : Mehdi
- 1990 : La Fièvre d'aimer : voix additionnelles
- 1997 : 8 Têtes dans un sac
- 1999 : Running Red : Mercier
- 2015 : Aguruphobia : Ahmed

### Télévision
- 1955 : Adventures of Wild Bill Hickok : Tim Stevens (1 épisode)
- 1956 : I Love Lucy : Giuseppe (1 épisode)
- 1965-1957 : The Millionaire : Urchin et Timmy Murdock (2 épisodes)
- 1959 : Lassie : Mickey (1 épisode)
- 1959 : General Electric Theater : Prince Puranajab (1 épisode)
- 1959 : The Texan (en) : Chris Hampton (1 épisode)
- 1959 : 77 Sunset Strip : Guido Orsini (1 épisode)
- 1959 : Rawhide : un indien (1 épisode)
- 1959 : Troubleshooters : Spiros (1 épisode)
- 1961 : La Grande Caravane : l’étoile du soir (1 épisode)
- 1975 : Columbo (1 épisode)
- 1976 : M.A.S.H. : Habib (1 épisode)
- 1977 : Magic Mongo : Ace et Caveman (11 épisodes)
- 1978 : Fangface : Puggsy (2 épisodes)
- 1978-1981 : Vegas : Bobby Borso (69 épisodes)
- 1979-1980 : The Plastic Man Comedy/Adventure Show : plusieurs personnages (16 épisodes)
- 1980 : La croisière s'amuse : Roger Markham (2 épisodes)
- 1981 : L'Île fantastique : Timothy Potter (1 épisode)
- 1982-1983 : The New Odd Couple : Roy (5 épisodes)
- 1983 : Matt Houston : Orson Lowe (1 épisode)
- 1984 : Automan : Frank Loren (1 épisode)
- 1984 : Les Petits Génies : Achmed (1 épisode)
- 1984 : Arabesque : Bill Patterson (1 épisode)
- 1984 : Riptide : Rob (1 épisode)
- 1985 : Espion modèle : Norwood (1 épisode)
- 1985 : Simon et Simon : Dr Ted Van Adams (1 épisode)
- 1985 : Chasseurs d'ombres : D'Artagnan (1 épisode)
- 1986 : Prince of Bel Air : Larry Kampion
- 1986 : Le Magicien (1 épisode)
- 1987 : Tonight's the Night : un homme
- 1988 : 21 Jump Street : Tim Habit (1 épisode)
- 1988-1989 : Santa Barbara : Arturo et Mickey (5 épisodes)
- 1989 : Freddy, le cauchemar de vos nuits : Trader Tom (1 épisode)
- 1989-1994 : Alerte à Malibu : le boss de Mathers et Patrick Murphy (2 épisodes)
- 1991 : Harry et les Henderson : Booker T. Baldwin (3 épisodes)
- 1991 : Beverly Hills : M. Parker (1 épisode)
- 1992 : La Voix du silence : Milton Griggs (1 épisode)
- 1997 : Seinfeld : Zubin (1 épisode)
- 1998 : De la Terre à la Lune : Sahjid âgé (1 épisode)
- 1998 : Le Damné : un homme (1 épisode)
- 1998 : Les Nouvelles Aventures de Mowgli : Dr Bhandari (19 épisodes)
- 1999 : V.I.P. : Maurice Afshani (1 épisode)
- 1999 : Good Versus Evil : Penn (1 épisode)
- 1999 : Jack and Jill : le superviseur de la cuisine (1 épisode)
- 2000 : À la Maison-Blanche : Shapiro (1 épisode)
- 2000 : Les Associés : M. Zarkanian (1 épisode)
- 2007 : La Vie de palace de Zack et Cody : l’ambassadeur (1 épisode)
- 2011 : Shameless : Wolfman (1 épisode)
- 2011 : Mademoiselle Noël : le taxi
- 2012 : Dexter : le chef de la marina (1 épisode)
- 2012 : Castle : le taxi (1 épisode)
- 2013 : Mentalist : le propriétaire du Bodega (1 épisode)
- 2013 : Le Rôle de sa vie : Marty
- 2014 : Dexter : un prêtre (1 épisode)
- 2016-2017 : Shut Eye : Josip (6 épisodes)